# استیو اریکسون
استیو اریکسون (انگلیسی: Steve Erickson؛ زادهٔ ۲۰ آوریل ۱۹۵۰) نویسنده، مقاله‌نویس و رمان‌نویس اهل ایالات متحده آمریکا است.
وی همچنین برندهٔ جوایزی همچون کمک‌هزینه گوگنهایم شده‌است.